# 菊富士ホテル
菊富士ホテル（きくふじホテル）は、かつて東京都（東京府東京市）本郷区（現在の文京区）にあったホテルである。1914年(大正3年)に創業し、1944年に営業終了。建物は1945年(昭和20年)3月10日の東京大空襲により焼失した。多数の文化人等が滞在したことで知られる。
創業者羽根田幸之助（1859-1932）は、もともとこの地に菊富士楼という下宿屋を開いていたのだが、1914年の東京大正博覧会をあてこみ、ホテルとして開業したものであった。
広津和郎は、のちに岩波文庫版『風雨強かるべし』の「あとがき」のなかで、「ホテルの経営者は、来る者は何人でも拒まず、と云ったような一種野放図な寛大さを持っていて、思想問題がやかましくなり、警察から止宿人を調べに来たりしても、そういう事には少しも神経質にならなかった」と書いている。

## 創業者
羽根田幸之助（1859－1932）は明治28年（1895年）に岐阜県安八郡川並村（現・大垣市）から上京し、東京帝国大学はじめ多くの学校があった文京区本郷で学生相手の下宿屋を開業、近くに別館、新館を建て、上野で東京大正博覧会が開催された1914年（大正3年）に、客室50あまりの洋風ホテル「菊富士ホテル」として開業。たちまち文士の定宿となり東京名物の一つとなった。幸之助の成功によって、同郷人が次々と本郷で下宿屋を始め、これがのちの「本郷旅館街」を形成、約40軒の旅館の半数が岐阜県関係者が占めた。幸之助没後は妻子が経営に当たっていたが、昭和19年（1944年）に閉館し、軍需会社・旭電化に売却、同社の寮となり、翌年の東京大空襲で焼失した。
長男・富士雄は1930年（昭和5年）に水上温泉に菊富士ホテルを開業、高級ホテルとして栄えたが、昭和41年に菊富士ホテル火災を起こした。二男・孝夫は1939年（昭和14年）に湯河原に菊富士ホテルを開業した。三男の武夫は写真家になり、著名な宿泊客との思い出などを綴った『鬼の宿帖』（1977年）を上梓。幸之助の娘婿の亀山一二は、開業当初ロシア人宿泊客が半数を占めていた菊富士ホテルに通ってロシア語を学び、通訳から外交官となり、退官後、岐阜県関市の市長となった。

## 滞在した人物
- 宇野浩二
- 宇野千代
- 尾崎士郎
- 直木三十五
- 広津和郎
- 竹久夢二
- 谷崎潤一郎
- 宮本百合子
- 坂口安吾
- 大石七分
- 大杉栄
- 伊藤野枝
- 高田保
- 正宗白鳥
- 三木清
- 青木一男
- ニコライ・ネフスキー
- ニコライ・コンラド
- オレスト・プレトネル(ru:Плетнер, Орест Викторович、 1892—1970) - 東洋学者。ペテルブルク大学東洋学部在学中に日本に留学、卒業後大使館付武官となったが、1922年にソ連への帰国を拒否して無国籍者となり、大阪外国語大学、天理大学、神戸市外国語大学やベトナムなどでロシア語を教えた。弟のオレグ（ru:Плетнер, Олег Викторович、1893-1929）も何度か滞日し、帰国後諜報局や東洋研究所に勤務し、『日本に於ける農業問題』（農民闘争社訳、叢文閣、1931年）などを著した。[7]
- ラール・バハードゥル・シャーストリー
- エドマンド・ブランデン
- 張学良

## 菊富士ホテルを扱った作品
- 小説『鬼の栖』作：瀬戸内晴美（1967年、河出書房）
- ノンフィクション『本郷菊富士ホテル』作：近藤富枝（1974年、講談社のち中公文庫）
  - 舞台『本郷菊富士ホテル』（1998年11月、原作：近藤富枝「本郷菊富士ホテル」、芸術座（東宝）、脚本：マキノ・ノゾミ、演出：栗山民也）
- ドキュメンタリー番組『歴史はここに始まる』「本郷菊富士ホテル 大正遁走曲」（1975年、TBS、演出・脚本：実相寺昭雄）
- テレビドラマ『まあええわいな』（1983年10月23日 - 11月13日、NHK総合「ドラマ人間模様」、作：岡本克己）
- 劇画『菊坂ホテル』作：上村一夫（1985年、角川書店）